# Lia Parolari
Lia Parolari (Brescia, 30 de Julho de 1990) é uma ginasta italiana que compete em provas de ginástica artística.
Parolari fez parte da equipe italiana que disputou os Jogos Olímpicos de 2008 em Pequim. Neles, sua equipe não se classificou-se para a final por equipes, mas Lia classificou-se para a final do geral, tendo uma apresentação modesta em ambos os eventos, terminou em décimo quarto lugar.

## Carreira
Lia iniciou sua carreira competitiva em 2002, nas categorias juniores. Nssa época, participou de campeonatos em nível regional - entre as comunas italianas e nacional - entre as províncias, e conquistou duas medalhas. No ano seguinte, participou apenas dos encontros regionais.
Em 2004, fez sua estreia internacional, no Itália vs Espanha, no qual foi a primeira colocada por equipe. No encontro seguinte, o Itália vs Romênia, repetiu o resultado. No concurso geral do Campeonato Nacional Italiano, foi a quarta colocada. No ano posterior, Parolari conquistou a medalha de prata no individual geral, a de ouro no solo e as de bronze nas barras assimétricas e na trave. Internacionalmente, em outros três encontros, a Itália saiu-se vitoriosa de todos.
Em 2006, estreou no Campeonato Europeu de Vólos, na Grécia. Junto a Vanessa Ferrari, Monica Bergamelli, Federica Macrì e Carlotta Giovannini, conquistou sua primeira medalha internacional em competições de grande porte: o ouro por equipes, inédito na história gímnica da nação, ao superar as favoritas Rússia e Romênia. No Itália vs Espanha, conquistou o ouro por equipes e o bronze do geral individual. No evento posterior, um encontro com a Rússia, a atleta contundiu-se no tendão e não disputou o Campeonato Mundial, além de afastar-se das competições por quase um ano. [carece de fontes?]
Em 2007, disputou o Campeonato Nacional Italiano e conquistou o bronze no solo. No Mundial de Stuttgart, atinge a quarta colocação por equipes. No ano seguinte, tornou-se campeã italiana e disputou uma Olimpíada pela primeira vez. Nos Jogos Olímpicos de Pequim, disputou a final do concurso geral junto a Ferrari, na qual encerrou na 14ª posição. Por equipes, foi a nona colocada. Em 2009, no Europeu de Milão, a ginasta participou da final do solo e terminou na oitava posição, em prova vencida pela britânica Beth Tweddle.

## Principais resultados
| Ano  | Evento                                    | AA               | Equipe          | Salto sobre o cavalo | Trave             | Barras assimétricas | Solo            |
| ---- | ----------------------------------------- | ---------------- | --------------- | -------------------- | ----------------- | ------------------- | --------------- |
| 2005 | Campeonato Nacional Italiano              | Medalha de prata |                 |                      | Medalha de bronze | Medalha de bronze   | Medalha de ouro |
| 2006 | Campeonato Europeu                        |                  | Medalha de ouro |                      |                   |                     |                 |
| 2007 | Campeonato Mundial de Ginástica Artística |                  | 4º              |                      |                   |                     |                 |
| 2008 | Campeonato Europeu                        |                  | 4º              |                      |                   |                     |                 |
| 2008 | Jogos Olímpicos                           | 9º               | 14º             |                      |                   |                     |                 |
| 2009 | Campeonato Europeu                        |                  |                 |                      |                   |                     | 8º              |
| 2010 | Campeonato Europeu                        |                  | 5º              |                      |                   |                     |                 |